# Endomisio
Se llama endomisio (del griego: ἔνδον μῦσιον [endon mysion] ‘dentro del ratoncito’) a la capa de tejido conectivo que rodea cada fibra muscular. El endomisio junto con el perimisio y el epimisio constituyen el tejido conjuntivo muscular. Estas 3 capas se unen para formar los tendones que adhieren fuertemente los músculos esqueléticos a los huesos. Los anticuerpos IgA antiendomisio pueden detectarse en la enfermedad celíaca. No causan síntomas por afectación muscular, pero son de utilidad para el diagnóstico de esta enfermedad.